# Адолфо Перез Ескивел
Адолфо Перез Ескивел (Буенос Аирес, 26. новембар 1931) аргентински је активиста, сликар, писац и вајар. Добитник је Нобелове награде за мир 1980. године за своје противљење последњој аргентинској цивилно-војној диктатури (1976–1983), током које је био заточен, мучен и држан без суђења 14 месеци.

## Рани живот
Рођен је у Буенос Ајресу од шпанског рибара из Поја у Галицији који је емигрирао у Аргентину . Мајка му је умрла када је имао три године, и упркос сиромаштву, похађао је Школу лепих уметности Мануел Белграно и Национални универзитет у Ла Плати, где се школовао за сликара и вајара. Изабран је за професора архитектуре и радио је са разним скулптуралним медијима, а 25 година предавао је на свим нивоима од основне до универзитетске. Перез Ескивел је почео да ради са популарним латиноамеричким хришћанским пацифистичким групама током 1960-их. Напустио је своју предавачку функцију 1974. године, када је изабран за генералног координатора за мрежу заједница са седиштем у Латинској Америци које промовишу ослобођење сиромашних ненасиљем.

## Борба за људска права
Када је систематска репресија уследила након државног удара из марта 1976. године, који је за власт довео диктатуру генерала Хорхеа Виделе на власт, Перез Ескивел је допринео формирању и финансирању веза између организација за одбрану људских права у Аргентини и подршку породицама жртава рата. Прљави рат. Невладина организација Servicio Paz y Justicia („Фондација Служба, мир и правда“, или СЕРПАЈ), коју је суоснивао 1974. године, а служила је као инструмент за одбрану људских права промовишући међународну кампању за осуду злочина које су починили војни режим. СЕРПАЈ је члан Међународне стипендије за помирење (ИФОР), која је од почетка подржавала Есквивелов рад.
Переза Ескивела је 1975. ухапсила бразилска војна полиција . Затворен је 1976. у Еквадору, заједно са латиноамеричким и северноамеричким бискупима. Притворен је у Буенос Ајресу 1977. године од стране аргентинске федералне полиције, мучен и држан без суђења 14 месеци; притом је, између осталих одликовања, добио и Меморијал мира папе Јована.

### Награде
Номинован од стране добитница Нобелове награде за мир 1976. Мејрид Кориган и Бети Вилијамс.
Он је 10. децембра 1980. добио Нобелову награду за мир за своје напоре у одбрани људских права. Примајући награду „у име најсиромашнијег и најмањег од моје браће и сестара,“ он је новац од награде поклонио у добротворне сврхе. Остао је активан у подршци Мајкама Плаза де Мајо упркос сталном узнемиравању од стране диктатуре, а касније се придружио акцијама подршке аутохтоним народима Аргентине и заштите животне средине и против политике штедње и Зоне слободне трговине Америке.
Перез Ескивел је био председник Почасног савета службе, Латиноамеричке фондације за мир и правду и Међународне лиге за људска права и ослобођење народа (са седиштем у Милану), и као члан Сталног народног суда . Објавио је Caminando Junto al Pueblo („Ходамо заједно са народом“, 1995), у којем износи своја искуства са ненасиљем у Латинској Америци, а 1998. је именован за професора студија мира и људских права на Универзитету у Буенос Ајресу. Током 2010. године водио је кампању против праксе полицијске управе Ескуел да обучава децу у паравојне одреде, операцију коју је упоредио са стварањем Хитлерјугенда нацистичке Немачке.

## Последње године
Перез Ескивел је стални предавач на Факултету друштвених наука Универзитета у Буенос Ајресу, где води семинар "Култура за мир и људска права".
Противио се европској интервенцији у либијском грађанском рату 2011. и упозорио на интервенцију у сиријском грађанском рату. Након смрти Осаме бин Ладена, он је послао писмо председнику Бараку Обами у којем је сугерисао да САД убију уместо да суде бин Ладену јер би он могао да открије узнемирујуће информације о 11. септембру. Он је тврдио: „Знате да постоје људи који су истраживали трагичне догађаје од 9/11/2001 и тврде да постоје докази да је ово био самодржавни удар (самонапад). Касније је, додао је, „овај догађај био савршен изговор за покретање рата против Авганистана и Ирака, а сада против Либије“, и назвао Сједињене Државе „осовином зла“.
Перес Ескивел се изразио поводом историјског избора 13. марта 2013. надбискупа Буенос Аиреса Хорхеа Бергоља за папу Франциска, рекавши да му је као провинцијалном поглавару језуита „недостајала довољна храброст коју су други бискупи показали да подржи нашу ствар за људска права током диктатура“. Перес Ескивел је такође рекао да је „Бергољо урадио оно што је могао с обзиром на своје године у то време“. Он је, међутим, појаснио да будући папа „није био саучесник и није имао везе са диктатуром“ и да иако се „каже да није учинио довољно да два свештеника извуче из затвора, лично знам да су многи бискупи позивали на војне хунте за ослобађање затвореника и свештеника и да ти захтеви нису услишени“.
У јуну 2017. бранио је владу Николаса Мадура у Венецуели, тврдећи да је земља у покушају државног удара, који су организовале Сједињене Државе.
Он је хоспитализован у јануару 2022. након можданог удара.

## Уметничко стваралаштво
Ескивелов рад обухвата изложбе од мурала и споменика, укључујући 15 станица латиноамеричке Via Crucisс направљену 1992. у знак сећања на 500. годишњицу освајања Америке; Споменик избеглицама, који се налази у седишту УНХЦР- а у Швајцарској; мурал латиноамеричких народа у катедрали Риобамба, Еквадор, посвећен монсињору Проању и домородачким народима; и бронзану статуу у знак почасти Махатми Гандију на Гандијевом тргу у Барселони.